# 卡爾弗 (印地安納州)
卡爾弗（英語：Culver）是一個位於美國印地安納州馬歇爾縣的城鎮。

## 人口
根據2010年美國人口普查的數據，卡爾弗的面積為3.00平方千米，當中陸地面積為3.00平方千米，而水域面積為0.00平方千米。當地共有人口1,353人，而人口密度為每平方千米451人。